# Bảo tàng Nghệ thuật dân gian Ba Lan
Bảo tàng Nghệ thuật dân gian Ba Lan (tiếng Ba Lan: Muzeum Polskiej Sztuki Ludowej) là một bảo tàng tọa lạc tại số 15 phố Natalińska, Otrębusy, Ba Lan. Bảo tàng bố trí triển lãm bên trong ngôi nhà của Marian Pokropek. Chủ sở hữu của bảo tàng là Marian, Stanisława, Agnieszka và Wojciech Pokropek.

## Lịch sử
Marian Pokropek là một giáo sư dân tộc học tại Đại học Warsaw. Trong hơn 40 năm, ông thu thập được một số lượng lớn các tác phẩm nghệ thuật dân gian, bao gồm tác phẩm điêu khắc, tranh vẽ, trứng Phục sinh, giỏ đan lát, sản phẩm rơm, đồ cắt, và một số thứ khác. Bảo tàng bắt đầu hoạt động trong ngôi nhà của ông từ năm 1996. Kể từ khi thành lập, bảo tàng đã trưng bày hơn 20 cuộc triển lãm. Khách tham quan bảo tàng rất đa dạng, bao gồm sinh viên, khách du lịch, nhà dân tộc học, nhà sưu tập, các nhóm chính trị gia từ các quốc gia khác nhau, và một số đối tượng khác.
Kể từ tháng 12 năm 2014, bảo tàng chỉ tiến hành các hoạt động nghiên cứu khoa học. Bảo tàng tập trung vào giới thiệu các bộ sưu tập và cho các viện bảo tàng và phòng trưng bày khác mượn. Chủ sở hữu bảo tàng không còn tiếp tục cho phép du khách cá nhân hoặc đoàn du lịch vào tham quan, ngoại trừ những người quan tâm đến nghiên cứu nghệ thuật dân gian.